# Hawaii (roman)
Hawaii är en roman av James A. Michener publicerad 1959, året då Hawaii blev den 50:e amerikanska staten. Den har översatts till 32 språk.
Romanens historiska korrekthet är hög, även om berättelsen om de tidiga polynesiska invånarna bygger mer på folklore än antropologiska och arkeologiska källor. Den är skriven i episodiskt format, precis som många av Micheners verk, och berättar historierna om de ursprungliga hawaiierna som seglade till öarna från Bora Bora, de tidiga amerikanska missionärerna och köpmännen och de kinesiska och japanska immigranterna som reste för att arbeta och söka sin lycka på Hawaii. Berättelsen börjar med bildandet av själva öarna för miljontals år sedan och slutar i mitten av 1950-talet. Varje avsnitt utforskar upplevelserna från olika grupper av ankomster.